# Liste der türkischen Botschafter in Schweden

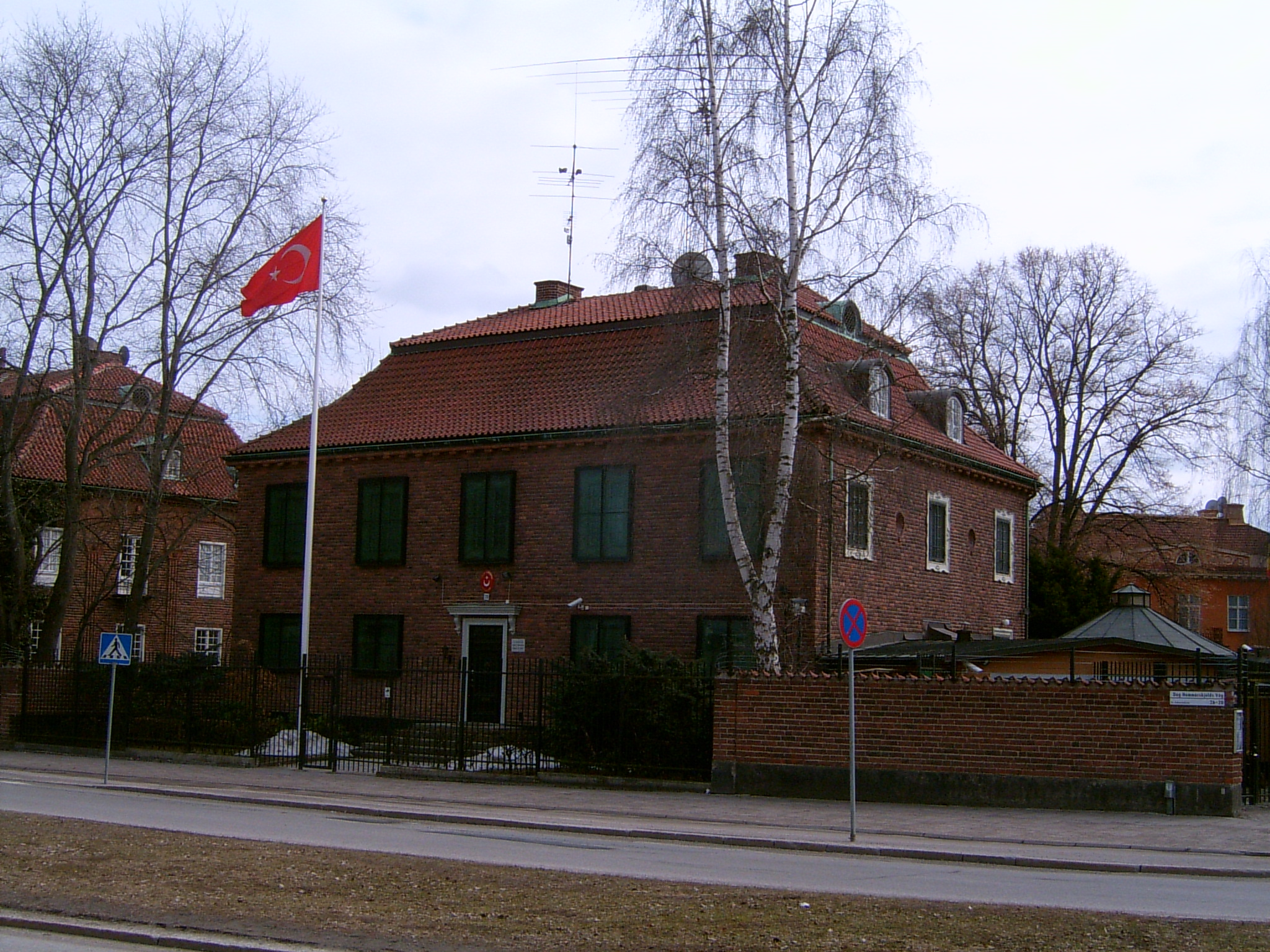
Seit 1995 ist die Villa Bonde Residenz und Kanzlei.

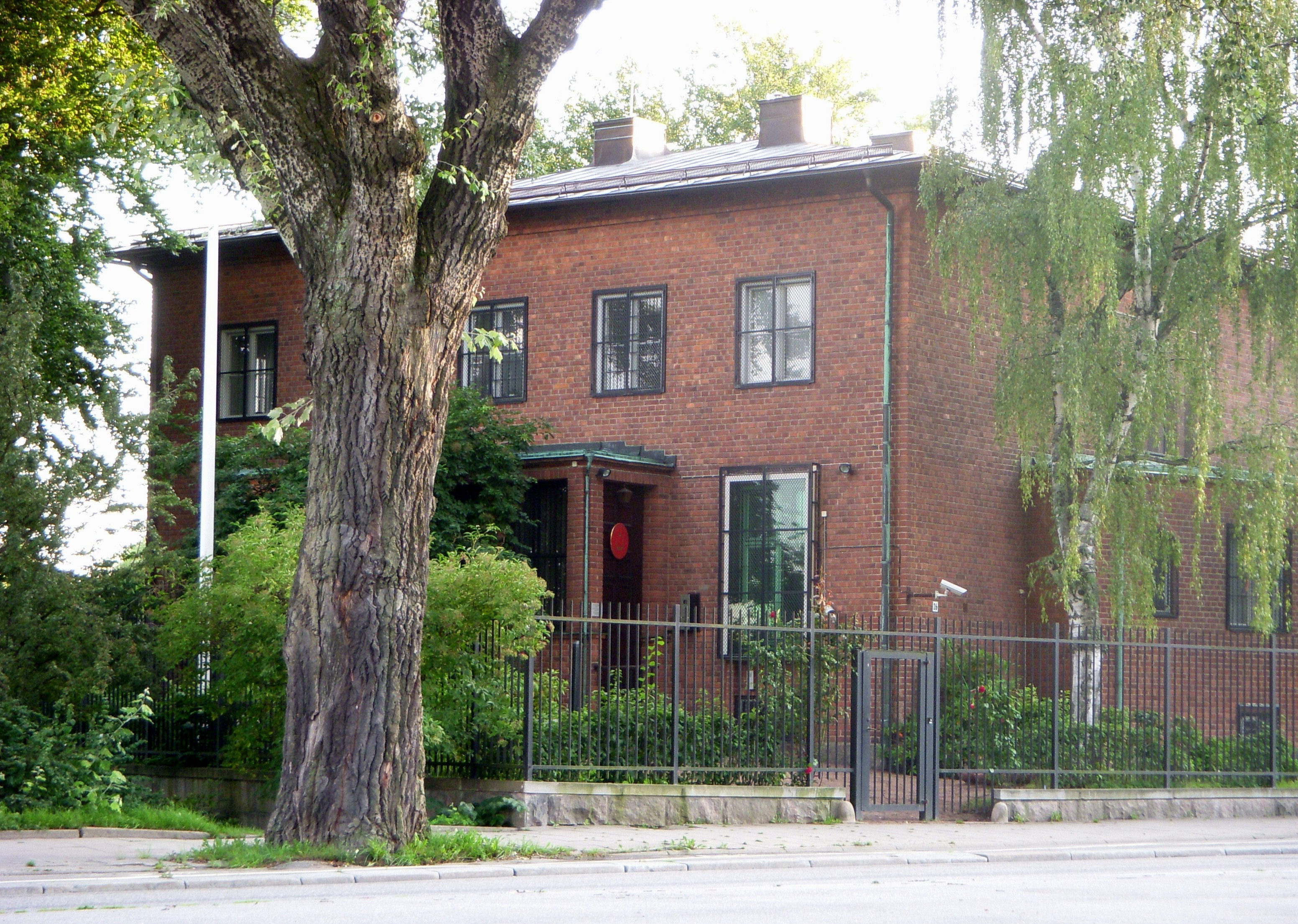
Von 1965 bis 1995 war die Villa Hjorth in der Dag Hammarskjöld Route 26 in Block 9 Residenz und Kanzlei der türkischen Botschaft in Stockholm.

| Ernennung Akkreditierung | Botschafter         | Bemerkung | Ministerpräsident der Türkei | Ministerpräsident Schwedens | Posten verlassen |
| ------------------------ | ------------------- | --- | ---------------------------- | --------------------------- | ---------------- |
| 1923                     | Laik Mukbil Bey     | Geschäftsträger | Ali Fethi Bey                | Ernst Trygger               | 1926             |
| 1926                     | Ali Haydar Aktay    | (* 1887 † 19. Juli 1942 in Ankara) 26. Nov. 1928–1939: Gesandter in Belgrad, 16.–20. August 1939 – 14. August 1942: Botschafter in Moskau, im Sommer 1942 nach Ankara zurückgerufen, starb kurz darauf. | Ali Fethi Bey                | Carl Gustaf Ekman           | 1928             |
| 1929                     | Ragıp Raif Kösearif | bis 1936 auch in Oslo akkreditiert. | Ali Fethi Bey                | Arvid Lindman               | 1938             |
| 1939                     | Agâh Aksel          | 16. Okt. 1943 – 26. Aug. 1946: Botschafter in Lissabon, 3. März 1951, 27. Februar – 11. November 1951: Gesandter in Amman, 28. November 1952 – 31. März 1955: Botschafter in Belgrad | Refik Saydam                 | Per Albin Hansson           | 1943             |
| 27. Juli 1943            | Nizamettin Ayaşlı   | 1931–1936: Gesandter in Addis Abeba, 1938–1942: Gesandter in Genf, 1942–1943: Gesandter in Riad, 1943–1946: Gesandter in Stockholm, ab 21. September 1943 auch in Helsinki akkreditiert, 1946–1949: Gesandter in Kairo, 1949–1950: Gesandter in Brüssel, 1950–1952: Gesandter in Bonn, | Ahmet Fikri Tüzer            | Per Albin Hansson           | 1946             |
| 1946                     | Bedii Arbel         | 1940–1943: Generalkonsul in Marseilles, | Recep Peker                  | Östen Undén                 | 1949             |
| 1950                     | Emin Ali Sipahi     | (* 1895; † 1952) studierte an der Universität Istanbul, war Grundschulinspektor, Dichter, 21. Dezember 1939 – 20. September 1942: Gesandter in Chongqing, 28. Oktober 1933–1938: Gesandter in Brüssel, 21. Jan. 1944 – 10. Juni 1945: Gesandter in Riad, 26. September 1946–1950: Botschafter in Buenos Aires 1951–1952: Botschafter in Stockholm. | Adnan Menderes               | Östen Undén                 | 1951             |
| 1951                     | Haluk Kocaman       | (1916) 1964–1967: Gesandter in Riad 1978–1981: Botschafter in Jakarta | Adnan Menderes               | Tage Erlander               | 1952             |
| 1952                     | Cevdet Dülger       | Januar 1939 – 30. April 1942: Generalkonsul in Paris, 27. Februar 1951 – 4. Oktober 1955: Botschafter in Riad, 1954–1960: Botschafter in Beirut, 29. Juni 1962–13. Juli 1966: Botschafter in Santiago de Chile | Adnan Menderes               | Tage Erlander               | 1954             |
| 16. Nov. 1954            | Haluk Kocaman       | | Adnan Menderes               | Tage Erlander               | 29. Jan. 1957    |
| 1957                     | Orhan Eralp         | (* 1915 in Istanbul † 6. Juni 1994 ebenda) 1933: Abitur: Robert College, 1939: Studium der Rechtswissenschaft an der Universität London, 1957–1959: Botschafter in Stockholm, 1959–1964: Botschafter in Belgrad, 1964–1969: Ständiger Vertreter beim UN-Hauptquartier, 1969–1972: Generalsekretär des Außenministeriums, 1972–1976: Ständiger Vertreter beim Nordatlantikrat, 1976–1978: Botschafter in Paris, 1978–1980: Ständiger Vertreter beim UN-Hauptquartier, 1980: Versetzung in den Ruhestand, Cousin von Kâzım Özalp. | Adnan Menderes               | Tage Erlander               | 1959             |
| 1959                     | Şadi Kavur          | | Adnan Menderes               | Tage Erlander               | 1961             |
| 1961                     | Veysel Versan       | (* 1913) Abitur: Galatasaray-Gymnasium, studierte Rechtswissenschaft an der Universität Istanbul trat 1942 in den auswärtigen Dienst, 1956–1961: Zeremonienmeister, 1964–1967: Botschafter in Jakarta, 1967–1969: Botschafter in Budapest, 1972–1976: Botschafter in Brasilia, 1976–1978: Ständiger Vertreter bei der UNESCO. | Emin Fahrettin Özdilek       | Tage Erlander               | 1964             |
| 1964                     | Talat Benler        | | İsmet İnönü                  | Tage Erlander               | 1968             |
| 1968                     | Osman Dostel        | | Suad Hayri Ürgüplü           | Tage Erlander               | 1969             |
| 1969                     | Necdet Kent         | 1964–1967: Botschafter in Belgrad, 1958–1960: Botschafter in Bangkok, 1972–1976: Botschafter in Jakarta, 1969–1972: Botschafter in Stockholm, 1960–1962: Botschafter in Neu-Delhi. | Suad Hayri Ürgüplü           | Olof Palme                  | 1972             |
| 1972                     | Bedii Karaburçak    | | Ferit Melen                  | Olof Palme                  | 1976             |
| 1976                     | Mehmet Baydur       | (* 1918 in Sinop † 25. Februar 1993). Studium der Politikwissenschaft, 6. Januar 1961 – 25. Oktober 1961: Handelsminister in der Regierung von Cemal Gürsel, 1961–1964: Botschafter in Bonn, 1979–1983: Botschafter in Madrid, 1. Nov. 1965 – 11. Nov. 1968: Botschafter in Ottawa, 1968–1972: Botschafter in Canberra, 1976–1979: Botschafter in Stockholm. | Süleyman Demirel             | Thorbjörn Fälldin           | 1979             |
| 1980                     | Şefik Fenmen        | | Bülent Ulusu                 | Thorbjörn Fälldin           | 1984             |
| 1984                     | Müfik Özdeş         | | Turgut Özal                  | Olof Palme                  | 1985             |
| 1985                     | Haluk Özgül         | | Turgut Özal                  | Olof Palme                  | 1986             |
| 1986                     | Ömer Ersun          | | Turgut Özal                  | Ingvar Carlsson             | 1989             |
| 1989                     | Erdil Akay          | (* 22. Oktober 1936 in Piräus) 1954: Abitur: Galatasaray-Gymnasium, 1959: Studium der Politikwissenschaft an der Universität Ankara, trat am 31. Dezember 1959 in den auswärtigen Dienst, 1980–1982: Botschafter in Seoul, 1986 bis 1989: Botschafter in Algier, 1989 bis 1991: Botschafter in Stockholm, 1996–1999: Ständiger Vertreter bei der Ernährungs- und Landwirtschaftsorganisation der Vereinten Nationen, 1999–2001 Konsulat in Genf 2001: Versetzung in den Ruhestand.                                              | Yıldırım Akbulut             | Ingvar Carlsson             | 1991             |
| 1991                     | Orhan Ertuğruloğlu  | | Ahmet Mesut Yılmaz           | Carl Bildt                  | 1992             |
| 1992                     | Solmaz Ünaydın      | | Süleyman Demirel             | Carl Bildt                  | 1996             |
| 1996                     | Oktay Aksoy         | | Necmettin Erbakan            | Göran Persson               | 2000             |
| 2000                     | Selim Kuneralp      | | Bülent Ecevit                | Göran Persson               | 2003             |
| 2003                     | Tomur Bayer         | | Recep Tayyip Erdoğan         | Göran Persson               | 2004             |
| 2003                     | Necip Egüz          | | Recep Tayyip Erdoğan         | Göran Persson               | 2009             |
| 2009                     | Zergün Korutürk     | | Recep Tayyip Erdoğan         | Fredrik Reinfeldt           | 2013             |
| 2013                     | Kaya Türkmen        | | Recep Tayyip Erdoğan         | Fredrik Reinfeldt           |                  |